# Bonifica Bentivoglio
La Bonifica Bentivoglio è l'opera più importante e razionale di bonifica idraulica dal XV al XIX secolo nella bassa padana. Fu voluta dal marchese Cornelio Bentivoglio che, alla metà del XVI secolo, fece costruire un collettore detto Fiuma, nel territorio di Gualtieri, che immetteva le acque di scolo nel cavo Parmigiana-Moglia in località Torrione di Gualtieri e, proseguendo verso est, scaricava le acque in Secchia in località Bondanello di Moglia. 
Per la realizzazione di questo cavo si dovette sottopassare il Crostolo con una botte sifone (chiamata appunto "botte Bentivoglio"), ovvero una costruzione sotterranea in muratura (anno 1576) lunga 76 metri e con due luci di metri 2,55 per 2,20. L'opera, costruita in una sola estate, funziona tuttora egregiamente. 
Pertanto il cavo Parmigiana-Moglia era la chiave di volta per "scolare" le acque di tutto il territorio. 
Tuttavia la bonificazione, tanto ambita, non era ancora del tutto realizzata perché se esisteva un collettore principale, mancavano quasi tutte le infrastrutture e il reticolo per convogliare le acque verso il cavo e quindi in Secchia. 
Fin dai tempi del marchese Bentivoglio si formarono aggregazioni spontanee con il compito di stabilire contributi per le opere di bonifica, queste aggregazioni di persone furono chiamate confraternite e in seguito congregazioni.